# Ирем
Ирем (арап. إرَم ذات العماد, Iram ḏāt al-`imād) је изгубљени град, који се помиње у Курану:
Зар не знаш шта је Господар твој са Адом урадио,

са становницима Ирема, пуног палата на ступовима,

којима равна ни у једној земљи није било;

и Семудом, који је стијене у долини клесао,

и фараоном, који је шаторе имао -

који су на Земљи зулум проводили

и пороке на њој умножили,

па је Господар твој – бич патње на њих спустио— Кур'ан, Ал-Фагр - Зора, 6-14
У „1001 ноћи“ као градитељ Ирема помиње се краљ Шадат, који је од своје нове престонице покушао да направи Рај на Земљи. Међутим, када су после сто година радови коначно завршени, Алах је послао олују у којој је Шадат настрадао са читавом својом пратњом, а Ирем заувек нестао у песку арабијске пустиње Руб ел Хали.

## У књижевности
- „Ирем” изгубљени град и уточиште јунака Талабе у истоименој поеми Роберта Саудија (1801)
- Х. Ф. Лавкрафт у „Историји Некрономикона” каже да је један од ретких посетилаца Ирема био и луди арапски песник Абдул Алхазред.